# Arquitecte del Poble de l'URSS
El títol d'Arquitecte del Poble de l'URSS (en rus Народный архитектор СССР, Narodni arkhitèktor SSSR) va ser un títol de distinció soviètic creat per Leonid Bréjnev el 12 d'agost de 1967.
Era atorgat per la Presidència del Soviet Suprem de l'URSS. La seva atribució era feta pel Comitè Estatal de la Construcció de l'URSS, així com per la direcció del Sindicat d'Arquitectes de l'URSS. La denegació de la seva concessió només podia realitzar-se pel Soviet Suprem de l'URSS. Als nomenats "Arquitectes del Poble de l'URSS" se'ls concedia el diploma de la Presidència del Soviet Suprem, així com la insígnia i el certificat corresponents. Després de la dissolució de la Unió Soviètica el 1990, mitjançant Decret de la Presidència de la Federació Russa, s'establí el títol d'Arquitecte Meritori de la Federació Russa.
Era atorgada pels mèrits especials en el desenvolupament de l'arquitectura soviètica, l'activitat creativa destacada en el camp de l'urbanisme, en la creació dels moderns complexes civils, industrials i rurals, els edificis i les construccions que haguessin rebut el reconeixement nacional.
La insígnia penja a la dreta del pit, i s'instal·la pel damunt de la resta de títols i ordes, al costat de la insígnia d'Heroi de la Unió Soviètica.

## Disseny
Està fabricada en tombac daurat i té una forma quadrangular amb les puntes retorçades. Fa 22,5 mm per 23,5 mm.
A la part central hi ha la inscripció "Народный архитектор СССР " ("Arquitecte del Poble de l'URSS"), amb la falç i el martell a sota. Tot és en relleu, i les lletres són convexes.
Penja d'un galó de seda vermell, de 18 mm x 21 mm. La cinta s'uneix a la medalla amb un passador adornat amb branques de llorer.